# Dove
Dove — торговая марка средств личной гигиены, принадлежащая компании Unilever. 
Продукция продаётся в более, чем 150 странах, и предлагается женщинам, мужчинам, младенцам и детям. Логотип Dove представляет собой силуэтный профиль голубя. Винсент Ламберти получил оригинальные патенты, связанные с производством Dove, в 1950-е годы во время работы в компании Lever Brothers. 
Название Dove происходит от мыловаренной фабрики De Duif (Dove), расположенной в Ден Долдере, Нидерланды.

## Продукция
В ассортимент бренда Dove входят антиперспиранты/дезодоранты, средства для душа, мыло, лосьоны/увлажняющие кремы, средства по уходу за волосами или лицом. В основном, продукция Dove изготавливается из синтетических поверхностно-активных веществ, растительных масел (таких как пальмоядровое дерево) и солей животных жиров (жир). В некоторых странах средства Dove делаются из жира, и по этой причине они не считаются веганскими, в отличие от мыла на основе растительного масла.

В январе 2010 года компания Unilever запустила в производство гамму средств для мужчин под названием «Dove Men + Care». В ноябре 2013 года Стив Белл из Мейкона, штат Джорджия, выиграл конкурс Dove Men+Care Hair «King of the Castle Home Upgrade», получив апгрейд дома и консультацию с Джонатаном Скоттом из Property Brothers.

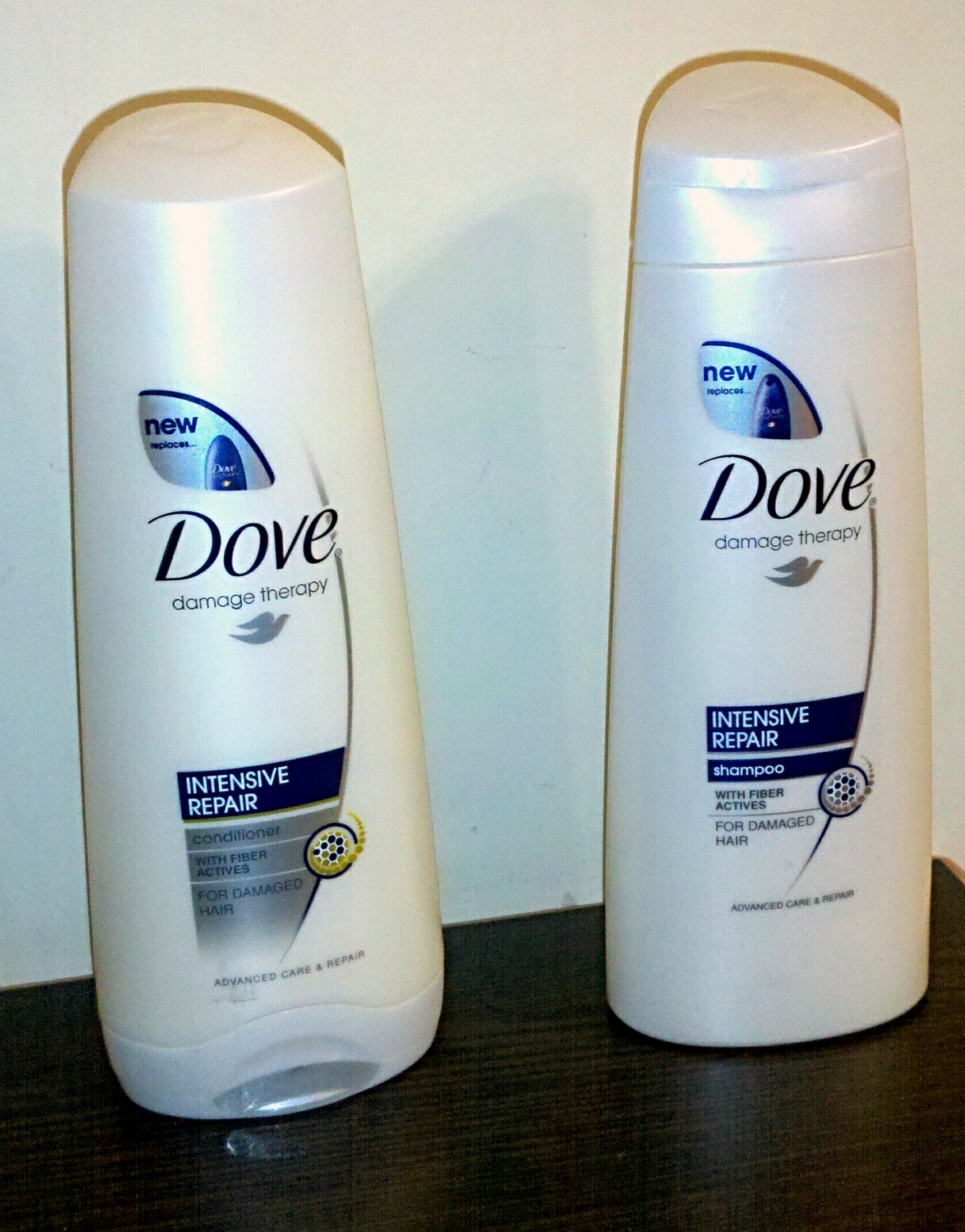
Шампунь и кондиционер Dove
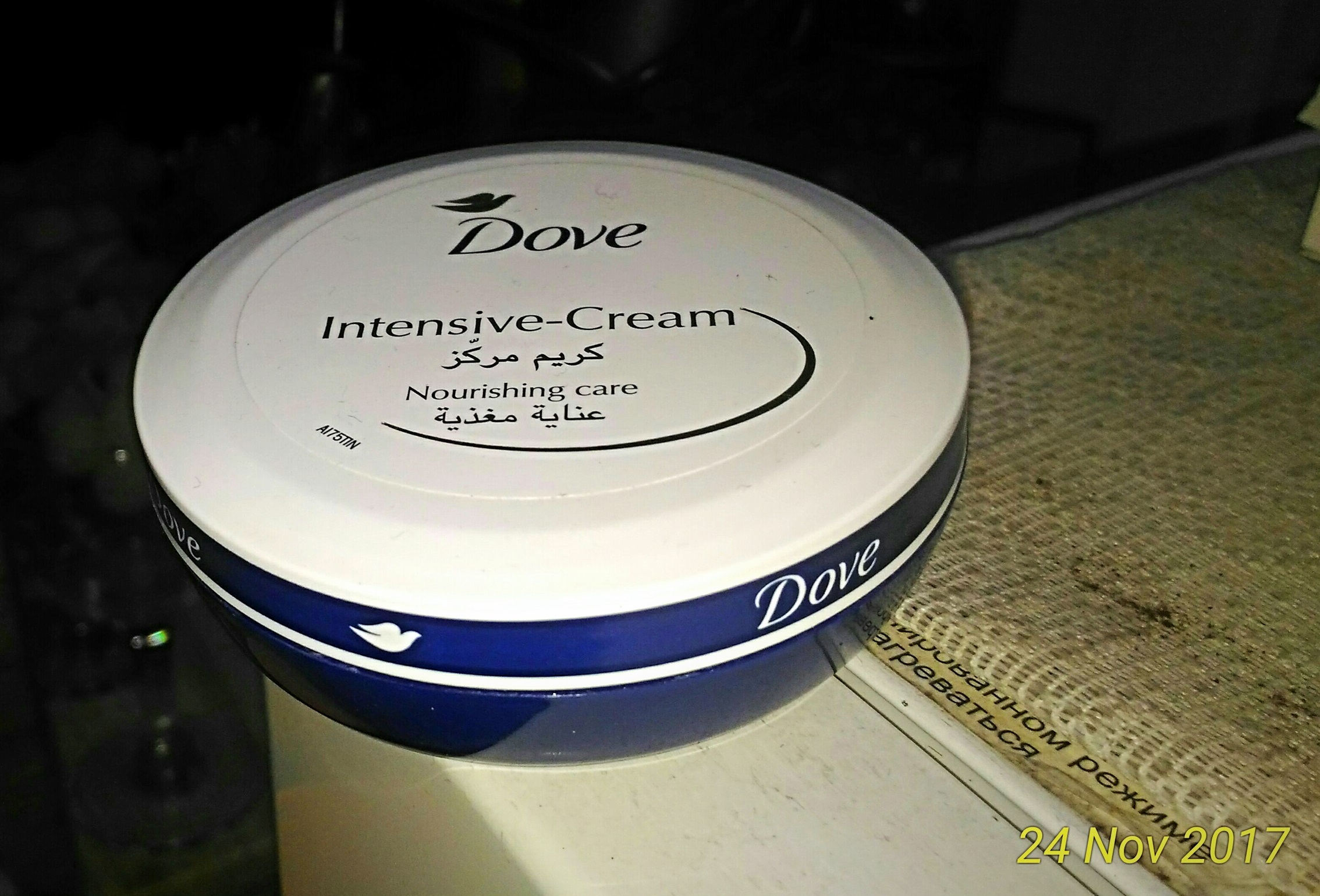
Интенсивный крем Dove

## Кампания Dove за настоящую красоту
В сентябре 2004 года бренд Dove начал свою кампанию за настоящую красоту (англ. Campaign for Real Beauty), за которой последовало создание в 2006 году проекта Dove Self-Esteem Project, организованного Гейнером Андресом Гаоной и Эми. Кампания была раскритикована как лицемерная в свете крайне сексуализированных образов женщин, представленных в рекламе продукции Axe, которая, как и Dove, производится компанией Unilever.

## Резонансные эпизоды
В октябре 2017 года трёхсекундное видео о лосьоне для тела Dove, размещённое в социальной сети Facebook в США, вызвало критику и обвинения в расизме. В видеоклипе показано, как чернокожая женщина снимает футболку, чтобы показать белую женщину, которая затем поднимает свою футболку, чтобы показать азиатскую женщину. Полная тридцать вторая телевизионная рекламная версия включала в себя семь женщин разных рас и возрастов. Компания Unilever извинилась за рекламу, заявив, что она «никогда не должна была случиться», и удалила ролик.
Реклама вызвала критику, в результате чего компания Dove удалила рекламу, заявив, что «глубоко сожалеет о нанесённом оскорблении». Также было заявлено, что «видео было предназначено для того, чтобы донести, что гель для душа Dove предназначен для каждой женщины и является праздником разнообразия». Чернокожая женщина в рекламе, Лола Огуниеми, сказала, что реклама была неправильно истолкована, и выступила в защиту Dove.
Начиная с 2023 года, Гринпис проводит кампанию «Настоящая красота, реальный вред» (англ. «Real beauty, real harm»), подчёркивая, что Dove загрязняет сообщества в таких странах, как Индия, Индонезия и Филиппины, пластиковыми отходами.
Также в 2023 году Управление по конкуренции и рынкам Великобритании объявило, что будет тщательно изучать экологические заявления, сделанные группой потребительских товаров Unilever. Этот шаг является частью более широкого расследования CMA в отношении «зелёного камуфляжа» и последовал за опасениями по поводу того, как Unilever продвигает определённые продукты некоторых брендов клиентам как экологически чистые.

## Исследования
В августе 2023 года опрос и исследование, проведённые в Великобритании компанией Kantar Brand Inclusion Index, показали, что Dove считается одним из самых инклюзивных брендов для потребителей среди других брендов средств по уходу за кожей.